# Theo ten Caat
Theo ten Caat (Hollandscheveld, 8 december 1964) is een Nederlands voormalig voetballer die als middenvelder speelde. In 2013 was hij trainer van WHC Wezep. In 2014 verruilde hij WHC Wezep voor Achilles 1894.
Ten Caat begon met voetballen bij SV HODO en maakte later de overstap naar Hoofdklasser VV Hoogeveen. Daar werd hij later opgepikt door FC Twente.
Hij werkte als (jeugd)trainer voor FC Twente, WHC Wezep, Achilles 1894 en FC Emmen.

## Clubstatistieken
| Seizoen   | Club         | Land      | Competitie     | Duels | Goals |
| --------- | ------------ | --------- | -------------- | ----- | ----- |
| 1984/85   | FC Twente    | Nederland | Eredivisie     | 19    | 6     |
| 1985/86   | FC Twente    | Nederland | Eredivisie     | 31    | 2     |
| 1986/87   | FC Twente    | Nederland | Eredivisie     | 30    | 2     |
| 1987/88   | BV Veendam   | Nederland | Eerste divisie | 36    | 16    |
| 1988/89   | FC Groningen | Nederland | Eredivisie     | 30    | 4     |
| 1989/90   | FC Groningen | Nederland | Eredivisie     | 20    | 3     |
| 1990/91   | FC Groningen | Nederland | Eredivisie     | 26    | 3     |
| 1991/92   | Aberdeen FC  | Schotland | Premier League | 30    | 5     |
| 1992/93   | Aberdeen FC  | Schotland | Premier League | 15    | 0     |
| 1993/94   | Aberdeen FC  | Schotland | Premier League | 3     | 0     |
| 1994/95   | Vitesse      | Nederland | Eredivisie     | 13    | 1     |
| 1995/96   | FC Twente    | Nederland | Eredivisie     | 23    | 3     |
| 1996/97   | FC Twente    | Nederland | Eredivisie     | 34    | 3     |
| 1997/98   | FC Twente    | Nederland | Eredivisie     | 28    | 2     |
| 1998/99   | FC Twente    | Nederland | Eredivisie     | 15    | 0     |
| 1999/2000 | BV Veendam   | Nederland | Eerste divisie | 25    | 2     |
| 2000/01   | BV Veendam   | Nederland | Eerste divisie | 11    | 0     |
| 2001/02   | BV Veendam   | Nederland | Eerste divisie | 23    | 1     |
| Totaal    | Totaal       | Totaal    | Totaal         | 412   | 53    |